# Ciernie (anatomia motyli)
Ciernie (łac. cornuti, l. poj. cornutus) – u motyli jest to element samczych narządów genitalnych.
Ogólna nazwa różnych zesklerotyzowanych struktur na wewnętrznej powierzchni wywróconej, tubowatej wezyki. Mogą one mieć postać smukłych, pojedynczych kolców, łuseczkowatych ząbków, gęstych kolcowatych włosków lub tarkowatych zębów. W czasie kopulacji, gdy edeagus jest we wzwodzie, struktury te znajdują się na zewnętrznej jego powierzchni. Część z tych struktur ulega w trakcie stosunku połamaniu wewnątrz torebki kopulacyjnej (bursa copulatrix) samicy.
Ciernie mogą występować u zwójkowatych, częste są np. u miernikowcowatych, sówkowatych i omacnicowatych. Nie występują natomiast u wąsikowatych.